# 야마토
야마토(일본어: ヤマト)는 일본을 가리키는 아어(雅語)다. 한자로 대화(大和), 왜(倭), 일본(日本)이라고 쓰고 "야마토"라고 읽는다.
야마토라고 불린 땅(오늘날의 나라현)에 야마토 왕권이 있었던 것에서 그 이름이 유래한다. 처음에는 한자로 왜(倭)라고 썼으나, 원명천황 치세 때 국명을 두 글자로 하기로 했으며, 왜와 동음(일본 발음 "와")인 화(和)에 크다는 의미의 대(大)를 붙여 "대화"로 표기하고 "야마토"로 훈하도록 결정하였다.
원래 야마토 왕권의 본거지였던 나라분지의 동남쪽 지역만이 "야마토"라 불린 지역이었고, 이후 야마토 왕권이 나라분지 전체와 카와치 방면까지 지배하게 되자 그 지역(후의 근기・기내) 또한 야마토라 불리게 되었다. 그리고 야마토 왕권의 본거지가 소재한 나라분지 주변에 설치된 율령국을 야마토국으로 삼았다. 나아가 야마토 왕권의 지배・제압이 일본열도의 대부분(동북지방 남부에서 규슈 남부까지)에 미치자 이 지역들을 통틀어 야마토라고 부르게 되었다. 이리하여 일본열도의 다른 이름이 야마토가 된 것이다.

## 어원
"야마토"라는 말의 어원에는 제설이 있다.
- 산기슭이라는 설 (왜(倭) 참조)
- 산(일본어: 山 야마[*])에 둘러싸인 지역이기 때문이라는 설
- "야마토"는 원래 산문(山門)이며 산에 신이 머문다는 자연신앙의 거점이었던 지명이 국명으로 바뀌었다는 설[5]
- "야마토"가 원래 산적(山跡)이라는 설[6]
- 미와산 동쪽 기슭, 즉 산동(일본어: 山東 야마토우[*])을 중심으로 야마토 왕권이 발전했기 때문이라는 설
- 야마타이국의 이름이 변형된 것이라는 설.
- "야마토"는 원래 "평화로운 곳"을 의미하는 "야와토"(やはと, やわと)이며, "시키시마노 야와토"가 와전되어 "야마토"가 되었고, 이후 "시키시마"는 "야마토"의 침사(枕詞)가 되었다는 설[7]
- 아이누어에서 "야"는 접두어, "마토"는 찬칭(讃称)으로, 고귀함을 의미하는 "무치(ムチ)"나 상서로움을 의미하는 "마츠(ミツ)" 등과 어원이 같다는 설.
- 히브리어로 "야 우마토" = "신의 백성"이라는 설 (일유동조론)